# اربورگ
شهر اربورگ  در بخش زوفنژان در ایالت ارگو در کشور سوئیس واقع شده‌است که ۶٬۳۰۰ نفر  جمعیت دارد.